# Havana Moon
Havana Moon es un álbum publicado en 1983 por el guitarrista Carlos Santana bajo el sello CBS Records. Contiene versiones de canciones de Bo Diddley y Chuck Berry y colaboraciones de Booker T. & the M.G.'s, Willie Nelson y The Fabulous Thunderbirds.

## Lista de canciones

### Lado Uno
1. "Watch Your Step" (Phil Belmonte, Bobby Parker) – 4:01
2. "Lightnin'" (Booker T. Jones, Carlos Santana) – 3:51
3. "Who Do You Love?" (Ellas McDaniel) – 2:55
4. "Mudbone" (Santana) – 5:51
5. "One with You" (Jones) – 5:14

### Lado Dos
1. "Ecuador" (Santana) – 1:10
2. "Tales of Kilimanjaro" (Alan Pasqua, Armando Peraza, Raul Rekow, Santana) – 4:50
3. "Havana Moon" (Chuck Berry) – 4:09
4. "Daughter of the Night" (Hasse Huss, Mikael Rickfors) – 4:18
5. "They All Went to Mexico" (Greg Brown) – 4:47
6. "Vereda Tropical" (Gonzalo Curiel) – 4:57